# Кошелево (Старицкий район)
Кошелево — деревня в Старицком районе Тверской области, входит в состав сельского поселения «Станция Старица». 

## География
Деревня расположена на берегу речки Язвенка (приток Нижней Старицы) в 6 км на юго-запад от центра поселения посёлка Старицы и в 15 км на запад от райцентра города Старица. 

## История
В 1783 году в селе была построена деревянная Никольская церковь, в 1790 году построена каменная Троицкая церковь с 3 престолами. 
В конце XIX — начале XX века село входило в состав Прасковьинской волости Старицкого уезда Тверской губернии. 
С 1929 года деревня входила в состав Покровского сельсовета Старицкого района Ржевского округа Западной области, с 1935 года — в составе Калининской области, с 1994 года — в составе Покровского сельского округа, с 2005 года — в составе Старицкого сельского поселения, с 2012 года — в составе сельского поселения «Станция Старица».

## Население
| 1859 | 2002 | 2008 | 2010 |
| ---- | ---- | ---- | ---- |
| 89   | ↘5   | ↘3   | ↘1   |